# Olympique Gymnaste Club de Nice 1986-1987
Questa voce raccoglie le informazioni riguardanti l'Olympique Gymnaste Club de Nice nelle competizioni ufficiali della stagione 1986-1987.

## Maglie e sponsor
Lo sponsor tecnico per la stagione 1986-1987 è Puma, lo sponsor ufficiale è Radio Monte-Carlo.
| Manica sinistra · Manica sinistra · Maglietta · Maglietta · Manica destra · Manica destra · Pantaloncini · Calzettoni |

## Rosa
| N. |                    | Ruolo | Calciatore           |
| -- | ------------------ | ----- | -------------------- |
|    | Francia (bandiera) | P     | André Amitrano       |
|    | Francia (bandiera) | P     | Fabien Piveteau      |
|    | Francia (bandiera) | D     | Hervé Blanc          |
|    | Francia (bandiera) | D     | Patrick Bruzzichessi |
|    | Francia (bandiera) | D     | Carlos Curbelo       |
|    | Francia (bandiera) | D     | Pierre Dréossi       |
|    | Francia (bandiera) | D     | Olivier Jannuzzi     |
|    | Francia (bandiera) | D     | Jean-Philippe Mattio |
|    | Francia (bandiera) | D     | Jocelyn Rico         |
|    | Francia (bandiera) | D     | Dider Volpatti       |
|    | Francia (bandiera) | C     | Jean-Paul Bernad     |
|    | Francia (bandiera) | C     | Eric Guerit          |

| N. |                    | Ruolo | Calciatore            |
| -- | ------------------ | ----- | --------------------- |
|    | Francia (bandiera) | C     | Joël Henry            |
|    | Francia (bandiera) | C     | Jean-François Larios  |
|    | Francia (bandiera) | C     | Claude Massa          |
|    | Francia (bandiera) | C     | Philippe Mazzucchetti |
|    | Francia (bandiera) | C     | Fabrice Mège          |
|    | Francia (bandiera) | C     | Thierry Oleksiak      |
|    | Uruguay (bandiera) | A     | Wilmar Cabrera        |
|    | Francia (bandiera) | A     | Claude Goudard        |
|    | Francia (bandiera) | A     | Josè Morales          |
|    | Camerun (bandiera) | A     | Philippe N'Dioro      |
|    | Francia (bandiera) | A     | Marc Pascal           |